# Edward Stevens (aviron)
Edward Stevens, né le 15 septembre 1932 à Saint-Louis (Missouri) et mort le 9 juin 2013 à Tucson, est un rameur d'aviron américain.

## Carrière
Edward Stevens participe aux Jeux olympiques de 1952 à Helsinki et remporte la médaille d'or en huit, avec Frank Shakespeare, William Fields, Richard Murphy, James Dunbar, Robert Detweiler, Charles Manring, Henry Proctor et Wayne Frye.